# Jules Malou
Jules Edouard François-Xavier Malou (Ieper, 19 oktober 1810 - Sint-Lambrechts-Woluwe, 11 juli 1886) was een Belgisch politicus. Hij was onder meer leider van de Katholieke Partij, volksvertegenwoordiger, senator en eerste minister.

## Biografie

### Familie
Jules Malou was een zoon van senator Jean-Baptiste Malou en Marie-Thérèse Vandenpeereboom. Hij was een neef van senator Edouard Malou en een broer van bisschop van Brugge Joannes-Baptista Malou.
Hij trouwde in 1837 in Gent met Mathilde Delebecque (1812-1899). Ze kregen twee zoons en twee dochters. Enkel zijn dochters zorgden voor nageslacht.
- Mathilde Malou (1843-1912), trouwde in 1863 in Sint-Lambrechts-Woluwe met baron Alfred d'Huart (1839-1927), senator, provincieraadslid van Namen en burgemeester van Sovet. Ze kregen drie zoons en vier dochters, waaronder baron Albert d'Huart, met afstammelingen tot heden.
- Hélène Malou (1854-1873), trouwde in 1873 in Brussel met graaf Adrien d'Oultremont (1843-1907), militair en volksvertegenwoordiger. Ze kregen vier zoons en vijf dochters, met afstammelingen tot heden.

Twee van zijn kleindochters huwden met graaf Charles de Broqueville en graaf Camille de Briey. Premier Jules Vandenpeereboom was een zoon van zijn neef.

### Politieke loopbaan
Malou volbracht zijn middelbare studies in de jezuïetencolleges van Saint-Acheul in Noord-Frankrijk en Freiburg in Zwitserland. Hij promoveerde tot doctor in de rechten (1833) aan de Universiteit van Luik en begon zijn loopbaan als advocaat aan de balie van Brussel. Zijn stagemeester was advocaat Antoine Ernst en toen deze minister van Justitie werd, moedigde hij Malou aan om kennis te komen opdoen in de administratie van dit departement. Hij werd ambtenaar bij het ministerie van Justitie (bureauchef in 1836, afdelingschef in 1837, directeur van de divisie 'Wetgeving en statistiek' in 1840). Hij was in 1844-1845 gouverneur van Antwerpen.
Ondertussen was hij aan een parlementaire carrière begonnen:
- volksvertegenwoordiger voor het arrondissement Ieper (1841-1848),
- volksvertegenwoordiger voor het arrondissement Ieper (1850-1859),
- senator voor het arrondissement Sint-Niklaas (1862-1874),
- volksvertegenwoordiger voor het arrondissement Sint-Niklaas (1874-1886),
- senator voor het arrondissement Sint-Niklaas (maart 1886 tot aan zijn overlijden).

### Minister
Malou zetelde nog niet zo lang in de Kamer wanneer hij in juli 1845 als minister van Financiën toetrad tot de regering-Van de Weyer. Hij behield dezelfde portefeuille in de unionistisch-katholieke regering-De Theux de Meylandt II (maart 1846 - augustus 1847). Hij had trouwens dermate veel aan invloed gewonnen dat men deze regering meestal als de regering de Theux-Malou vernoemde. Men had het zelfs over de regering van de Zes Malous, zodanig was men overtuigd dat de andere ministers maar slaafse volgelingen van Malou waren. Hij zorgde voor de oprichting van het Rekenhof en bracht de Wet op de comptabiliteit van de Staat tot stand. De regering viel na de liberale overwinning van 1847 en Malou kwam op de oppositiebanken terecht.
In de korte periode van de katholieke regering-De Decker (1855-1857) was Malou geen minister, maar wel in 1870 toen Jules Joseph d'Anethan een katholieke regering vormde (juli 1870-december 1871). Hij trad toe, zonder portefeuille, van 24 juli tot 5 december 1870, als een soort voedstervader die het kabinet op het goede spoor moest brengen. Wat niet belette dat die regering op 1 december 1871 tot aftreden gedwongen werd.
Zoals 25 jaar voordien, kwam opnieuw een regering de Theux-Malou tot stand, die het ditmaal zeven jaar volhield. Malou, die opnieuw de portefeuille van Financiën beheerde, trad op als de werkelijke leider van deze regering. Hij werd het trouwens effectief toen de Theux in 1874 overleed. Hij wees de steun van de Belgische ultramontaanse politici voor de slachtoffers van de Kulturkampf af, en als minister van Financiën hechtte hij meer belang aan een goed economisch beleid, met onder meer de ontwikkeling van de spoorwegen, dan aan een klerikale politiek.
Malou bracht met het Kieswetboek van 18 mei 1872 de kieswetgeving van de drie niveaus samen (parlement, provincie en gemeente). Nadien voerde hij de wet van 9 juli 1877 op de geheime stemming en de electorale fraude in.
Wanneer de regering in 1878 werd opgevolgd door het liberale kabinet-Frère-Orban II en dit kabinet een schooloorlog ontketende, nam Malou het hoofd van het verzet. Het was dan ook niet verwonderlijk dat hij na de overwinning van de katholieke partij in juni 1884 een homogeen katholieke regering vormde die de antiklerikale onderwijshervormingen van de vorige liberale regering ongedaan maakte. Zijn maatregelen ten voordele van de katholieke scholen gaven echter aanleiding tot rellen in Brussel en koning Leopold II vroeg het ontslag van Charles Woeste en Victor Jacobs, de twee ministers die vooral onder vuur lagen bij de liberale oppositie. Malou nam in oktober met de hele regering ontslag. Zijn tijd was om en voortaan was August Beernaert de leider van de Katholieke Partij.
Malou was een erkende specialist in overheidsfinanciën en schreef diverse werken die richtinggevend waren. In 1870 werd hij benoemd tot minister van Staat.
Hij woonde vanaf 1852 in het kasteel dat sindsdien als Château Malou bekendstaat, in Sint-Lambrechts-Woluwe.

### Andere activiteiten
Vooral in de perioden waarin hij zich in de luwte van de politiek bevond werd op Malou beroep gedaan door het bedrijfsleven. Dit maakte dat hij in de raden van bestuur van heel wat ondernemingen werd opgenomen. Vooral werd hij bij koninklijk besluit van 12 juni 1848 (en dag voordat hij zijn herverkiezing zou verliezen) benoemd tot directeur en vervolgens vicegouverneur van de Société générale de Belgique. Dit bracht mee dat hij kortere of langere tijd zetelde in het bestuur van heel wat ondernemingen die tot die groep behoorden. Zo was hij onder meer:
- bestuurder van Chemin de fer de Morialmé à Chatelineau,
- beheerder van Charbonnage de Crachet Pickery,
- beheerder van Assurances nationale belge,
- bestuurder van Chemins de fer du Nord,
- bestuurder van Mines et usines Lavoir,
- bestuurder van Compagnie immobiliaire de Belgique,
- bestuurder van Charbonnages de Bray etMaurage,
- bestuurder van Chemins de fer de Charleroi à Louvain,
- bestuurder van Chemin de fer de Dendre-et-Waes,
- bestuurder van Chemin de fer de Mons à Hautmont,
- bestuurder van Charbonnages d'Hornu et Wasmes,
- bestuurder van Charbonnages de Belle-Vue,
- bestuurder van Charbonnage de Monceau Fontaine,
- bestuurder van Hauts-Fournaux de Marcinelle et Couillet,
- bestuurder van Mines et fonderies de plomb de Membach,
- bestuurder van Chemoins de fer de l'Est,
- bestuurder van Charbonnages du Nord de Charleroi,
- bestuurder van Charbonnage du Val-Benoît,
- bestuurder van Chemin de fer de Turnhout,
- bestuurder van Hauts-Fourneaux, Usines et Charbonnages de Sclessin,
- voorzitter van Compagnie belge des rentiers réunis,
- bestuurder van Assurances générales,
- bestuurder van Compagnie continentale d'horticulture.

## Eerbetoon
- Er is een Jules Maloulaan in Etterbeek.
- De Koninklijke Musea voor Schone Kunsten in Brussel bewaren zijn buste in marmer, gemaakt door Guillaume Geefs.

## Publicaties
- Notice statistique sur les journaux belges (1830-1842), Brussel, 1843.
- La question monétaire, Brussel, 1859.
- Etude sur les chemins de fer belges, Brussel, 1860.
- La question monétaire (1859). De l'adoption légale de l'or français (1860). Extrait des mémoires inédits d'une vieille pièce de vingt francs (1860), Brussel, 1873.
- Documents relatifs à la question monétaire recueillis et publiés en fascicules par M. J. Malou, ministre des Finances, Parijs, 1874.
- Discours prononcé par M. Malou au meeting catholique de Saint-Nicolas, le 10 mars 1879.
- Discours 1847-1878, (verzamelband), z.d.
- Le Budget des voies et moyens de la Belgique, de 1831 à 1880, Brussel, 1881.